# Painted Post
Painted Post es una villa ubicada en el condado de Steuben en el estado estadounidense de Nueva York. En el año 2000 tenía una población de 1,842 habitantes y una densidad poblacional de 562.6 personas por km².

## Geografía
Painted Post se encuentra ubicada en las coordenadas 42°9′40″N 77°5′29″O / 42.16111, -77.09139.

## Demografía
Según la Oficina del Censo en 2000 los ingresos medios por hogar en la localidad eran de $41,477, y los ingresos medios por familia eran $58,295. Los hombres tenían unos ingresos medios de $39,519 frente a los $26,583 para las mujeres. La renta per cápita para la localidad era de $23,664. Alrededor del 5.2% de la población estaban por debajo del umbral de pobreza.